# Locomotiva DR 119
La locomotiva 119 della Deutsche Reichsbahn era una locomotiva diesel di medie dimensioni, progettata come sviluppo della serie 118.
A causa di accordi interni al COMECON, le locomotive vennero costruite in Romania, negli stabilimenti "23 August" di Bucarest.
Dopo l'incorporazione delle DR nelle nuove Deutsche Bahn (DB), furono riclassificate nella serie 219.